# Gavin Skelton
Gavin Richard Skelton (Carlisle, 27 marzo 1981) è un allenatore di calcio e calciatore inglese, di ruolo centrocampista.

## Carriera

### Giocatore
Ha giocato nella prima divisione scozzese.

## Palmarès

### Giocatore

#### Competizioni nazionali
- Scottish First Division: 1

Gretna: 2006-2007
- Scottish Division Two: 1

Gretna: 2005-2006
- Scottish Third Division: 1

Gretna: 2004-2005